# Paul Scharner
Paul Scharner est un ancien footballeur autrichien, né le 11 mars 1980 à Scheibbs, pouvant évoluer au poste de défenseur et de milieu de terrain.

## Carrière
Il est considéré le meilleur joueur autrichien actuellement avec Andreas Ivanschitz. Il est un joueur clé du dispositif du sélectionneur autrichien Karel Brückner, qui a pris les commandes de la sélection juste après l'Euro.
Le 20 août 2008, il réalise un retour probant en sélection face à l'Italie (2-2). En effet, il a été absent pendant deux ans de la sélection nationale à cause de différences de vues avec l'ancien sélectionneur Josef Hickersberger ; il n'a donc pas disputé l'Euro chez-lui en Autriche.
Septembre 2013, il annonce sa retraite

## Clubs
- 1998-2004 :  FK Austria Vienne
- 2004 :  SV Austria Salzbourg
- 2004-2006 :  SK Brann Bergen
- 2006-2010 :  Wigan Athletic
- 2010-2012 :  West Bromwich Albion
- 2012-2013 :  Hambourg SV
  - 2013 :  Wigan AFC (prêt)

## Palmarès
| - FK Austria Vienne - Championnat d'Autriche - Champion : 2003 - Coupe d'Autriche - Vainqueur : 2003 |  | - SK Brann - Coupe de Norvège - Vainqueur : 2004 |

| - Wigan Athletic - Carling Cup - Finaliste : 2006 - FA Cup - Champion 2013 |

## Sélections
- 40 sélections avec l'équipe nationale autrichienne depuis 2002.